# Transdukcja
Transdukcja – proces wprowadzenia nowego genu do komórki przez bakteriofagi. Zjawisko to zostało odkryte w roku 1952 przez J. Lederberga i N. Zindera w procesie infekcji komórek bakteryjnych bakteriofagami.

## Przebieg transdukcji bakteriofagiem
1. Bakteriofag zakaża komórkę.

Transdukcja, schemat. Przedstawiono na przykładzie cyklu litycznego. Opis w tekście.

2. Kwasy nukleinowe, zarówno bakteryjne, jak i bakteriofagowe zostają pocięte na mniejsze części pod wpływem enzymów wirusowych.
3. Kompletne wiriony opuszczają komórkę bakteryjną; niektóre kapsydy zostały błędnie "załadowane" bakteryjnym DNA (kolor zielony).
4. Bakteriofag niosący bakteryjny DNA zakaża kolejną komórkę.
5. DNA z komórki bakterii-dawcy zostało wstrzyknięte do komórki bakterii-biorcy (krzywa koloru zielonego zakończona kuleczkami).
6. DNA z komórki donora zastąpiło fragment DNA akceptora.

## Znaczenie
U prokariontów może pełnić funkcję procesu parapłciowego, polegającego na przeniesieniu przez bakteriofaga pewnej informacji genetycznej (fragmentu DNA) między dwoma osobnikami. Bakteriofag pełni więc funkcję wektora.
Proces ten umożliwia zmiany właściwości bakterii i jest stosunkowo powszechny w przyrodzie. Bakterie na tej drodze mogą nabyć patogennych właściwości (np. u Escherichia coli możliwe jest przekształcenie na tej drodze symbiotycznej bakterii w wywołujący krwawe biegunki szczep 0157:H7). Transdukcja fagiem powoduje też powstanie form patogennych u maczugowca błonicy i przecinkowca cholery. Nabycie właściwości chorobotwórczych przez bakterię po zakażeniu fagiem nazywamy konwersją fagową. Na tej samej drodze bakterie mogą uzyskiwać oporność na antybiotyki. Transdukcja jest również jednym z mechanizmów horyzontalnego transferu genów.

## Zastosowanie
Transdukcja ma szerokie zastosowanie praktyczne do wprowadzania genów do komórek w technikach biologii molekularnej. Do transdukcji komórek bakteryjnych najczęściej używa się wektorów opartych na fagu lambda.
Transdukcja jest jedną z najwydajniejszych metod wprowadzania genu do komórek eukariotycznych. Do transdukcji komórek eukariotycznych używa się wektorów będącymi pochodnymi retrowirusów, lentiwirusów oraz adenowirusów. Transdukcja ma zastosowanie w terapii genowej.